# Oświetlenie rowerowe

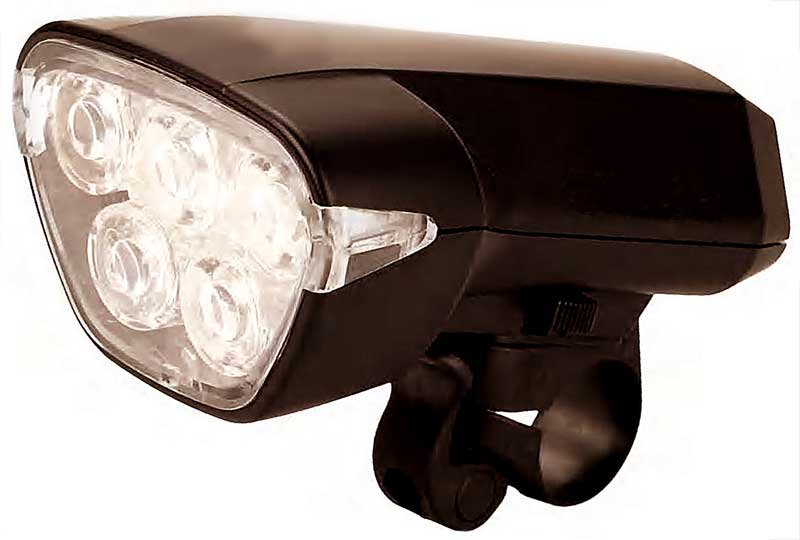
Współczesna lampa rowerowa - przednia, LED, zasilana bateryjnie

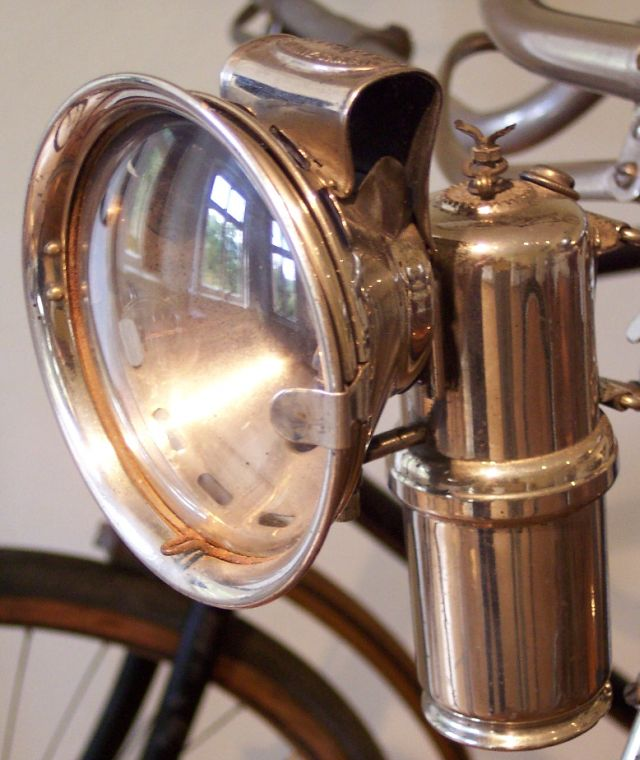
Przykład niegdyś stosowanej lampy karbidowej

Oświetlenie rowerowe – oświetlenie przeznaczone do oświetlenia roweru z przodu oraz z tyłu.
Tradycyjne lampy rowerowe, w których źródłem światła są żarówki, mają moc 2,4 W - przednia i około 0,5 W - tylna, dlatego zazwyczaj tego typu oświetlenie zasilane jest przez dynamo rowerowe. We współczesnych lampach rowerowych stosuje się diody elektroluminescencyjne (LED), które mają moc poniżej 0,5 W, dlatego mogą być zasilane z baterii. W lampach takich baterie lub akumulatory mogą być w lampach.

## Historia
Pod koniec XIX wieku kupić można było lampy żarowe zasilane elektrycznie, lampy w których źródłem zasilania był olej (lampa naftowa), gaz (lampa karbidowa lub lampa acetylenowa) . Ponieważ najtańsze z nich, a jednocześnie z najlepszymi parametrami okazały się lampy acetylenowe, używane były one do II wojny światowej . Po wojnie popularne stało się oświetlenie elektryczne. Początkowo stosowano żarówki, które były najpopularniejszym rowerowym źródłem światła aż do początku XXI wieku . W nowym tysiącleciu zastąpiło je oświetlenie ledowe. Przyczyniły się do tego trwałość, małe rozmiary, a mniejsza moc elektryczna upowszechniła zasilanie bateryjne .

## Prawo
Lampy rowerowe powinny spełniać określone normy i przepisy. W różnych krajach Unii Europejskiej mogą one się różnić . Zgodnie z Kodeksem Drogowym w Polsce w czasie od zmierzchu do świtu lub w tunelu rowerzysta jest obowiązany używać świateł stanowiących obowiązkowe wyposażenie roweru. W myśl prawa światło rowerowe powinno świecić tak, by inni użytkownicy nie doznawali olśnienia oraz nie powodowało dezorientacji innych użytkowników ruchu .
Normy dotyczące oświetlenia rowerowego ustalone zostały w art. 44 konwencji wiedeńskiej o ruchu drogowym z 8 listopada 1968 (link), którą Polska ratyfikowała w 1988 roku. Zgodnie z dokumentem rowery wyposażone być powinny w czerwone światło odblaskowe z tyłu oraz w urządzenia dające białe lub żółte selektywne światło do przodu oraz czerwone światło do tyłu
Dodatkowo w Polsce przepisy dotyczące oświetlenia rowerowego określa ustawa z dnia 20 czerwca 1997 roku: Prawo o ruchu drogowym (Dz.U. z 2022 r. poz. 988). Według ustawy rower powinien być wyposażony w co najmniej jedno światło pozycyjne barwy białej lub żółtej selektywnej. Ponadto rower powinien posiadać światła pozycyjne oraz światła odblaskowe. Światło powinno znajdować się na wysokości pomiędzy 25 a 150 centymetrami od podłoża . 